# Malé Leváre
Malé Leváre és un poble i municipi d'Eslovàquia que es troba a la regió de Bratislava, a l'extrem occidental del país, prop de la frontera amb Àustria.

## Història
La primera menció escrita de la vila es remunta al 1377.

## Demografia
| Godina             | 1994 | 2004    | 2014   | 2024    |
| ------------------ | ---- | ------- | ------ | ------- |
| Nombre de persones | 986  | 1097    | 1178   | 1819    |
| Diferència         |      | +11,25% | +7,38% | +54,41% |

| Godina             | 2023 | 2024   |
| ------------------ | ---- | ------ |
| Nombre de persones | 1772 | 1819   |
| Diferència         |      | +2,65% |